# شهرستان ینگی اریق
ناحیهٔ ینگی اریق (به ازبکی: Yangiariq tumani) یک ناحیه و ناحیه در ازبکستان است که در ولایت خوارزم واقع شده‌است.